# Amata aurofasciata
Amata aurofasciata är en fjärilsart som beskrevs av Swinhoe 1892. Amata aurofasciata ingår i släktet Amata och familjen björnspinnare. Inga underarter finns listade i Catalogue of Life.